# Branislav Fábry
Branislav Fábry (* 1977, Bratislava) je slovenský právník, překladatel, společenský komentátor. Specializuje se na geopolitiku, mezinárodní právo, tvorbu práva, právo a politiku, sociální a hospodářská práva, ústavní právo, bioetiku.
Je autorem a spoluautorem monografií Teória práva a Teoretické problémy tvorby práva, publikuje v relevantních vědeckých domácích i zahraničních odborných časopisech. Je členem Etické komisie MZ SR.
Působí jako odborný asistent na Univerzitě Komenského v Bratislavě (Právnická fakulta UK, Katedra teórie práva a sociálnych vied). Společenské komentáře a kritiky publikuje pro Literárny týždenník, Slovo, DAV DVA, Slovensko-ruskou společnost, Hlavné správy, Parlamentní listy a také na svém blogu. V minulosti vystupoval v televizi TA3.
Je spoluautorem slovenského překladu interdisciplinární příručky Lidská práva Arnda Polmanna a Georga Lohmanna.

## Život
- 1995 – 2001 – magisterské vzdělání v oboru Právo na Právnické fakultě UK v Bratislavě
- 2002 – 2008 – doktorské vzdělání v oboru Teorie a dějiny státu a práva na Právnické fakultě UK v Bratislavě
- 2002 – rigorózní zkouška a obhajoba rigorózní práce na Právnické fakultě UK v Bratislavě.Téma: Filozofické, etické a právní otázky transplantací orgánů a tkání
- 2001 – 2002 – kancelář Národní Rady SR, parlamentní institut, pozice: poradce
- 2002 – 2008 – Právnická fakulta UK, Katedra teorie práva a soc. věd, pozice: asistent
- od roku 2008 – Právnická fakulta UK, Katedra teorie práva a soc. věd, pozice: odborný asistent

## Tvorba
- Miesto Charty základných práv v európskej právnej kultúre
- Niektoré etické problémy transplantácií buniek, tkanív alebo orgánov Branislav Fábry
- Základný zákon Európy?
- Tzv. Benešove dekréty a problém spravodlivosti reštitúcií
- Spoločná zahraničná a bezpečnostná politika vo svetle irackej krízy
- Idea spravodlivej vojny včera a dnes
- Nové biotechnologické výzvy hodnote ľudskej dôstojnosti
- Texty z dejín právnej filozofie
- Hodnotový systém EÚ
- Energetické výzvy vo vonkajších vzťahoch
- Európska ústavná kríza. Identita a strategické perspektívy
- Človek a osoba v práve a v bioetike vplyv bioetiky na súčasnú diskusiu o pojmoch človek a osoba v práve
- Ústavno-právne indikácie problému vitálnej indikácie
- Niektoré nedostatky tvorby práva v SR
- Zmysel a podstata definície pojmu právo
- Antropocentrizmus a ľudské práva
- New trends in the Eastern relations of the EU
- Verejné a súkromné právo - nové výzvy v systematike práva
- Legislatívna smršť ako problém kvantity?
- Efektívnosť a výkonnosť práva
- Súčasné problémy tvorby práva?
- Mníchov večne živý?
- Argumentácia v bioetike - špecifiká právnych argumentov
- Marxistická teória štátu a práva v rokoch 1948-1989 antitéza dejín alebo politická propaganda?
- Rozhodovacie procesy v EÚ a suverenita štátu
- Interdisciplinárny diskurz a úloha právnikov v etických komisiách
- Human rights, role of the state and the EU eastern policy the Khodorkovsky
- Religious values and property rights
- European crisis and legitimacy of law
- Sociálny skepticizmus a sociálne práva alebo hegeliánska postsocialistická syntéza
- Niektoré nedostatky pojmu vlastníctvo v liberálnom myslení
- Problém platnosti práva a súdne rozhodovanie
- Miesto a význam teoretických predmetov v právnickom vzdelávaní
- Few remarks on just war theory today
- Aktuálne výzvy pre právnu vedu a teóriu práva zvlášť
- Biotechnologické výzvy a nedostatky právnej regulácie
- Človek, ľudské telo a jeho právny status
- Teória práva
- Účel a funkcie v práve
- Etika a právo
- Právo na mier ako spravodlivé právo
- Teoretické problémy tvorby práva
- Darcovstvo krvi a hemoterapia - etické a právne aspekty
- Symbol a nachádzanie hodnôt v práve
- K otázkam legitimity tzv. európskeho práva
- Rusko ako súčasť Európy?